# Esfandabad
Esfandabad (em persa: اسفنداباد, também romanizada como Esfandābād; também conhecida como Esbenbād, Esbenbād e Isfandābād) é uma aldeia do distrito rural de Esfandar, no condado de Abarkuh, na província de Yazd, Irã.
No censo de 2006, sua população era de 1 385 habitantes, em 405 famílias.